# Mateu Obrador i Bennàssar
Mateu Obrador i Bennàssar (Felanitx, Mallorca, 1852 — Palma, Mallorca, 1909) fou escriptor i lul·lista.
Estudià amb Josep Lluís Pons i Gallarza, després anà a cursar filosofia i lletres a Barcelona on rebé influències de Manuel Milà i Fontanals. Treballà com a preceptor dels fillols de l'arxiduc Lluís Salvador, continuà l'edició de les obres de Ramon Llull iniciada pel seu amic Jeroni Rosselló, i des del 1900 fou director tècnic de la Comissió Editora Lul·liana i prengué part en la fundació de la Revista Balear (1872) junt amb Bartomeu Ferrà i Perelló. Col·laborà també a La Ignorància i La Roqueta, de Mallorca, i La Renaixença i Lo Gai Saber, de Barcelona. Als jocs florals fou premiat el 1871, el 1874 i el 1878.

## Obra
- Los pretendents : joguina còmica en un acte y en vers (1877)
- Devers dels homens : parlament a un jovensà (1877)
- Poncelles : aplech de petites poesies (1880)
- Libre del gentil e los tres savis; Libre de la primera e segona intencio; Libre de mil proverbis, edició dels llibres de Ramon Llull (1901)
- Obres originals del illuminat doctor mestre Ramon Llull (1903)
- Obras de Ramón Llull : Felix de les maravelles del mon (1903)
- Llibre de Amic e Amat (1904)
- La Nostra arqueología literaria (1905)
- Llibre de les bèsties : text original (1905)
- Estudi de les doctrines sociologiques de Ramon Llull (1905)
- Doctrina pueril; Libre del Orde de Cavalleria; Libre de clerecia; Art de confessió (1906)
- Libre de contemplació en Déu (1906)